# Gorges de Chailles
Pour les articles homonymes, voir Chailles (homonymie).
Les gorges de Chailles désignent un canyon parcouru par le Guiers, situé aux limites entre les communes de Saint-Franc et Saint-Béron en Savoie et celles de Voissant et Miribel-les-Échelles en Isère. On y accède en voiture par l'ancienne route nationale 6 (aujourd'hui route départementale 1006), venant de  Le Pont-de-Beauvoisin en direction des Échelles.

## Géographie
Les gorges portent le nom d'un hameau situé à leur sortie, sur la commune de Saint-Franc

## Citations du lieu

### Littérature de voyage
- Jean-Jacques Rousseau cite les Gorges de Chailles[1], étape de son parcours en 1731-1732, depuis Lyon vers Chambéry, pour y rejoindre Mme de Warens aux Charmettes :

« Non loin d’une montagne coupée qu’on nomme le Pas des Échelles, au dessus du grand chemin taillé dans le roc, et à l’endroit appelé Chailles, court et bouillonne dans des gouffres affreux, une petite rivière, qui paraît avoir mis à les creuser des milliers de siècles. »

— Les Confessions Livre IV.
- Pierre Lacour (peintre, 1778-1859) croquis lors de son périple Le voyage à Rome

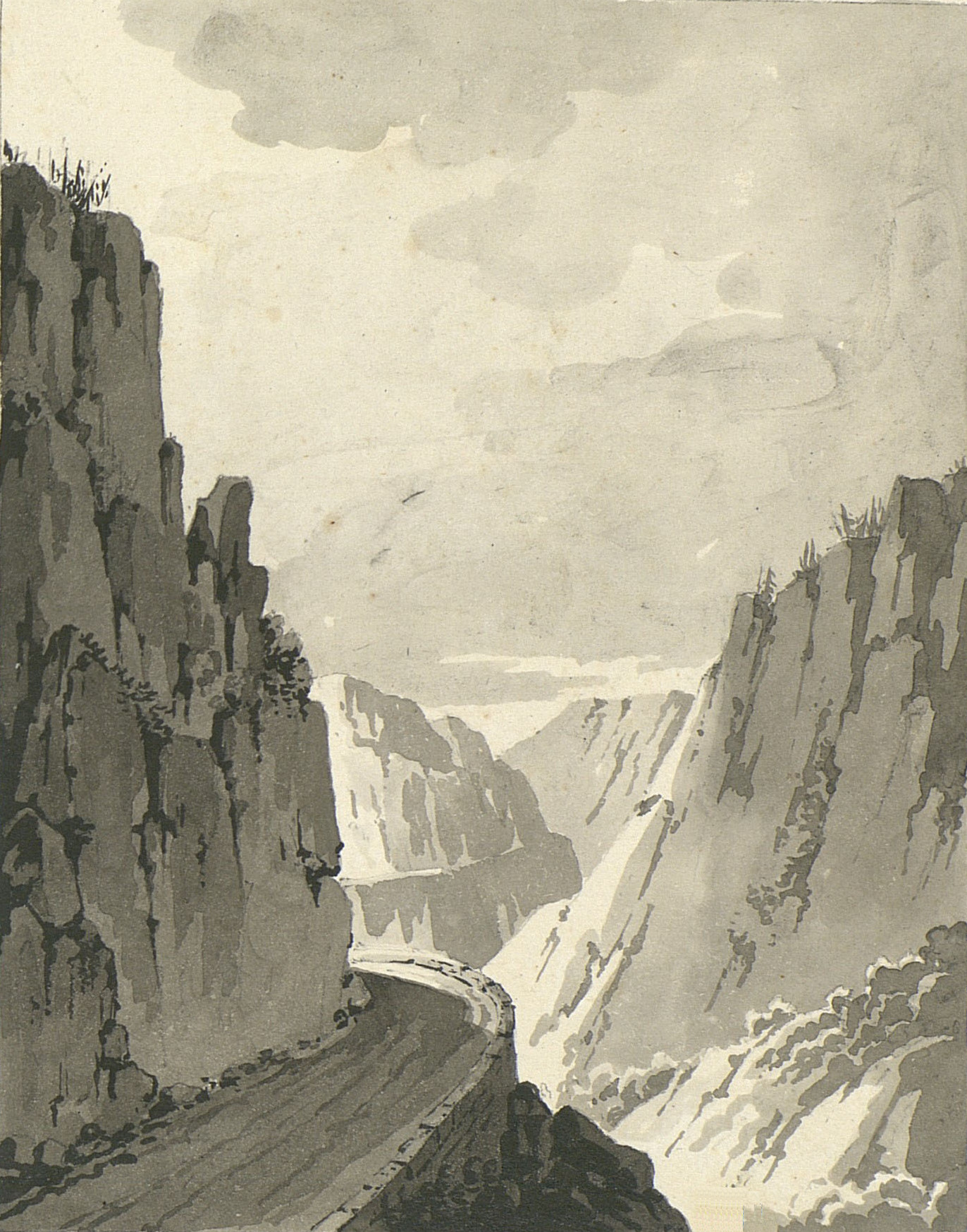
Pierre Lacour fils, les Gorges de Chailles, Voyage à Rome fait en 1824 et 1825.

### Lieu d'Histoire
Le 14 août 1944, vers la fin de la Seconde Guerre mondiale, une bataille s'est tenue entre maquisards et troupes allemandes. Un odonyme local (« Place du 14-Août-1944 » rappelle cet événement.

### Passage ferroviaire au niveau des gorges

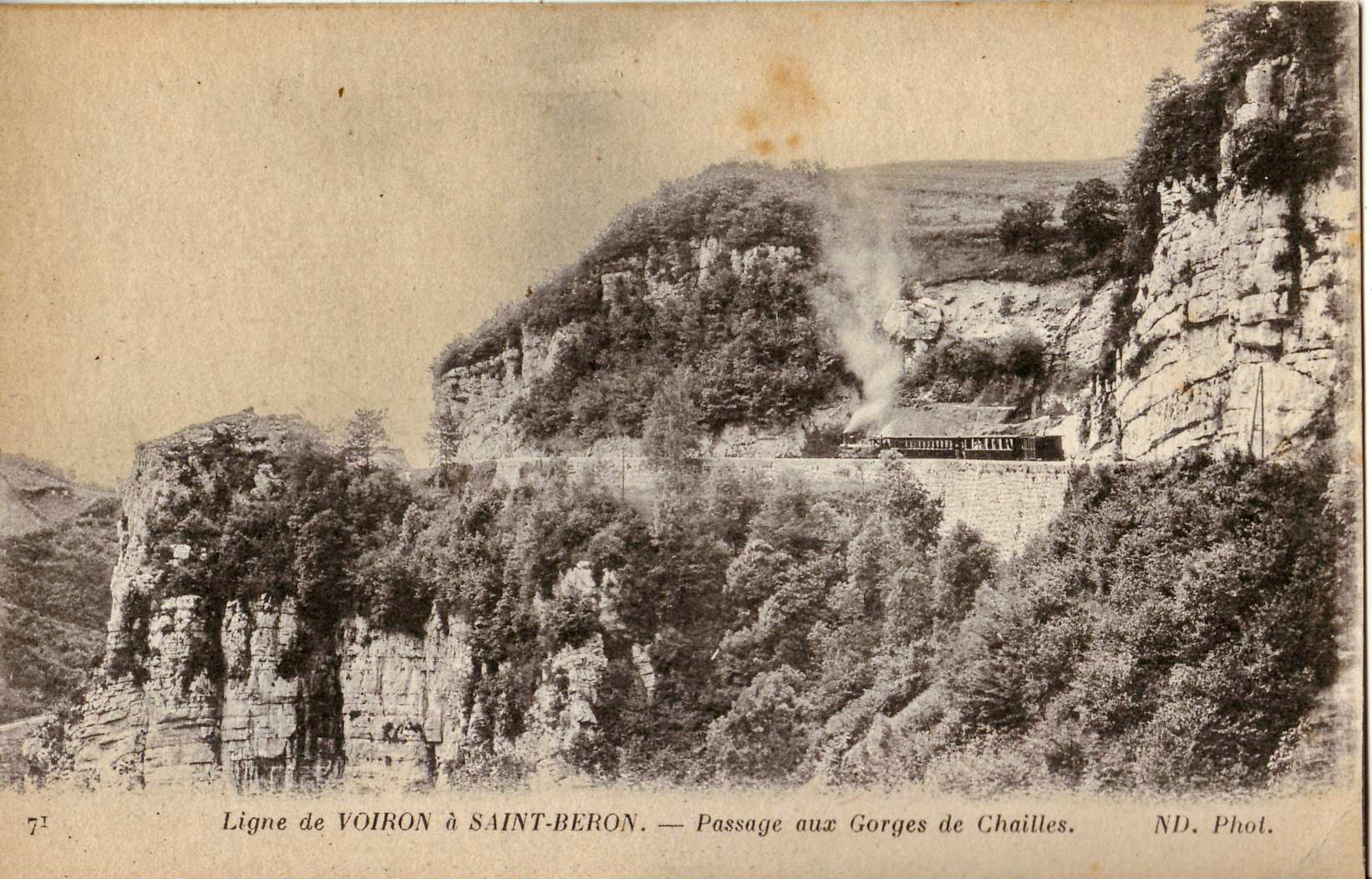
Les gorges de Chailles, au tout début du XXe siècle, lorsque la route qui les surplombe était utilisée par un chemin de fer secondaire, le chemin de fer de Voiron à Saint-Béron.
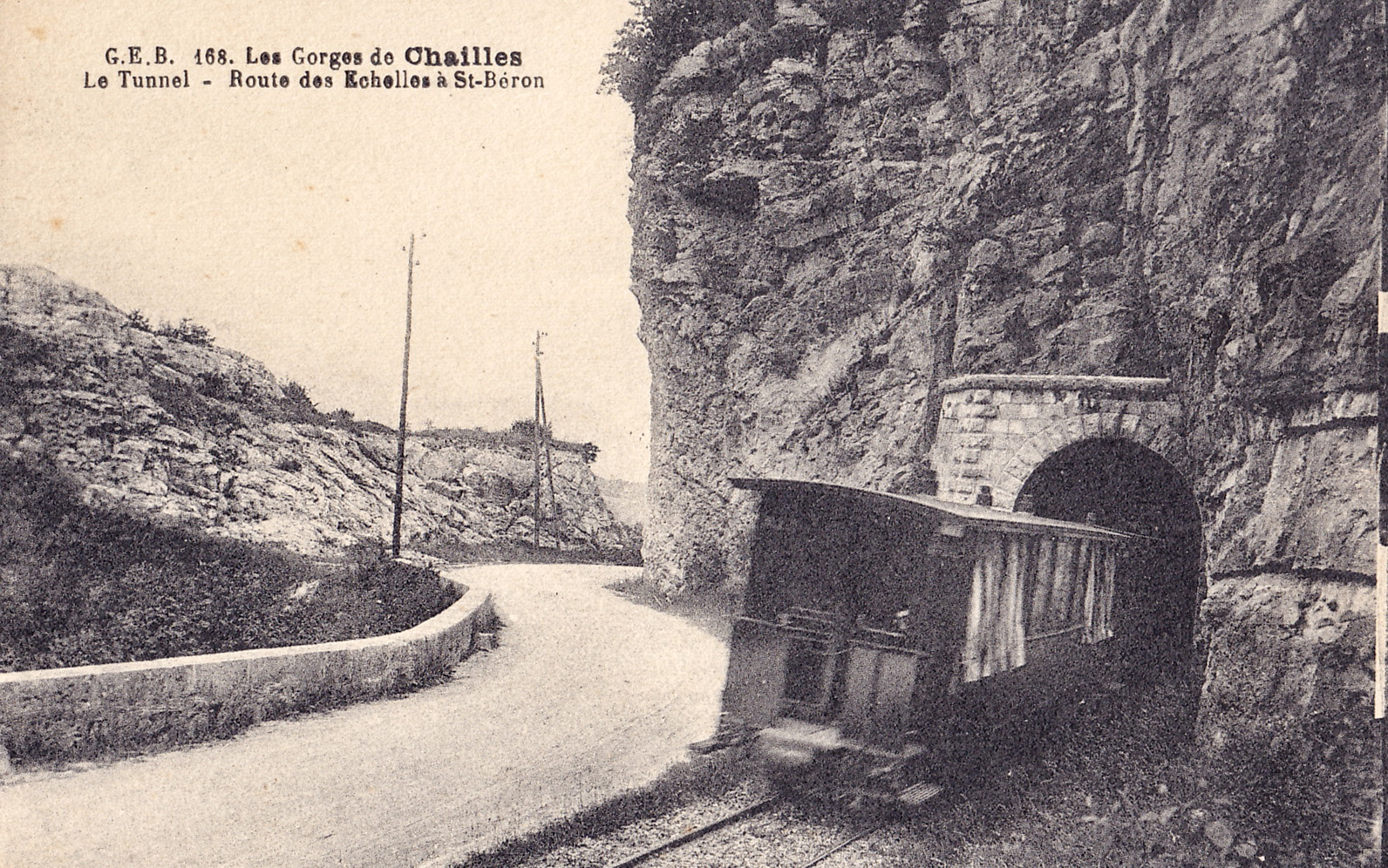
Gros plan sur ce chemin de fer secondaire.
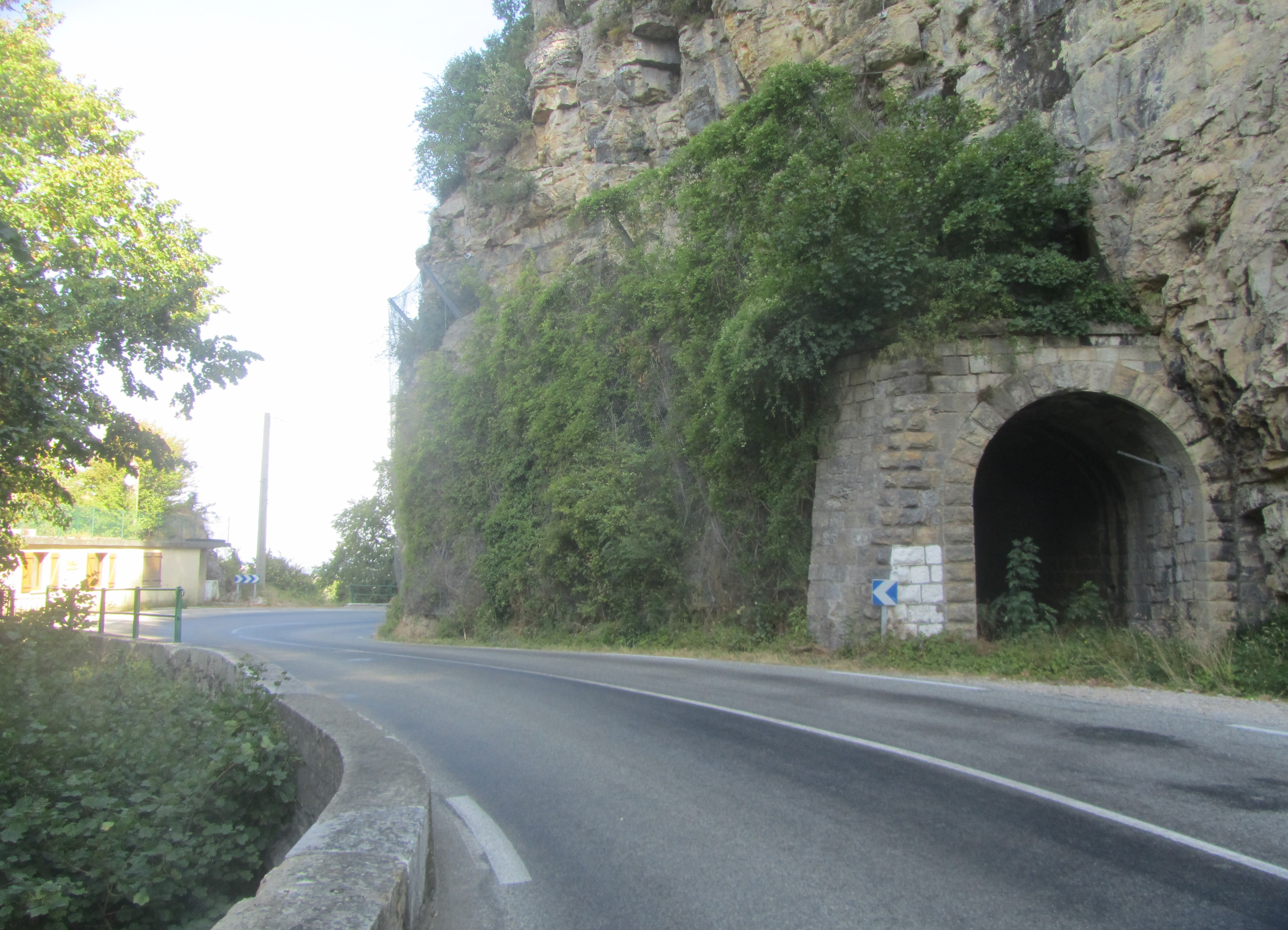
La voie et le tunnel désaffectés (Photo de 2019).

## Activités sportives
On y pratique le canoë-kayak et le canyoning, mais cette pratique demeure relativement dangereuse, avec la présence d'un barrage. D'autre part, la route qui surmonte ces gorges a déjà connu de nombreux accidents et chutes mortelles.